# Vryburg
Vryburg – miasto, zamieszkane przez 21 182 ludzi (2011), w Republice Południowej Afryki, w Prowincji Północno-Zachodniej.
Miasto położone jest w połowie drogi pomiędzy Kimberley, które jest stolicą Prowincji Przylądkowe Północnej, oraz Mafikeng, które jest stolicą Prowincji Północno-Zachodniej.
Miast było stolicą burskiej republiki, Stellalandu, którą proklamowano w roku 1882. Miasto zostało nazwane Vryburg, co oznacza miasto wolności. Już w 1885 Brytyjczycy włączyli miasto do swoich posiadłości, a republika upadła. W 1895 roku miasto stało się częścią Kolonii Przylądkowej. W czasie drugiej wojny burskiej w mieście znajdował się brytyjski obóz koncentracyjny.
Vryburg jest największym w kraju regionem produkcji wołowiny, nazywany jest dlatego „Teksasem Południowej Afryki”. Uprawia się tu także kukurydzę i orzeszki.